# Unidade Militar de Emergências
A Unidade Militar de Emergências (UME) é um corpo integrante das Forças Armadas Espanholas criado por acordo do Conselho de Ministros em 7 de outubro de 2005, presidido por José Luis Rodríguez Zapatero. Posteriormente, mediante o Real Decreto 416/2006, de 11 de abril, estabelece-se sua organização e implantação e implanta-se como uma força militar conjunta de caráter permanente dentro das Forças Armadas, com a finalidade de intervir de forma rápida em qualquer lugar do território nacional espanhol em casos de catástrofe, grave risco ou outras necessidades públicas.

## História
A Unidade Militar de Emergências (UME) foi criada por acordo do Conselho de Ministros em 7 de outubro de 2005. Posteriormente, mediante o Real Decreto 416/2006, de 11 de abril, estabelece-se sua organização e implantação, e implanta-se como uma força militar conjunta de caráter permanente dentro das Forças Armadas.
Por Ordem DEF/1766/2007, de 13 de junho, desenvolve o enquadramento, organização e funcionamento da UME. Também estabelece que a UME depende organicamente do ministro de Defesa, operativamente do Chefe de Estado Maior da Defesa e funcionalmente dos órgãos superiores e diretivos que seu regulamento específico determina.
O Real Decreto 1097/2011, de 22 de julho, aprova o Protocolo de Intervenção da Unidade Militar de Emergências e estabelece que a intervenção da UME poderá ser ordenada quando alguma das seguintes situações de emergência se produza com caráter grave, independentemente de que se trate de uma emergência de interesse nacional ou não:
- As que tenham sua origem em riscos naturais, entre elas inundações, avenidas, terremotos, deslizamentos de terreno, grandes nevadas e outros fenômenos meteorológicos adversos de grande magnitude.
- Os incêndios florestais.
- As derivadas de riscos tecnológicos, e entre eles o risco químico, o nuclear, o radiológico e o biológico.
- As que sejam consequência de atentados terroristas ou atos ilícitos e violentos, incluindo aqueles contra infraestruturas críticas, instalações perigosas ou com agentes nucleares, biológicos, radiológicos ou químicos.
- A contaminação do meio ambiente.
- Qualquer outra que decida o presidente do Governo em nome do Rei.

As atuações da UME ante alguma destas situações especificam-se no planejamento, no adestramento e na intervenção. No entanto a UME não realiza tarefas de prevenção e seus efetivos atuarão sempre enquadrados na unidade à que pertencem e dirigidos por seus quadros de comando.
Os militares que formam a UME dispõem de uma preparação específica que têm arraigada principalmente numa formação sanitária de emergência; também são instruídos para a atuação em frente a incêndios florestais, inundações, grandes nevadas, derrubadas, riscos tecnológicos, etc.

## Organização
A Unidade Militar de Emergências está formada por 3.063 militares do Exército de Terra, 247 do Ar, 76 da Armada e 41 dos Corpos Comuns das FAS.
A Unidade Militar de Emergências estrutura-se organicamente em:
- Comando e Quartel Geral (CG), onde se integram Oficiais de Enlace (OFEN) de outros organismos
- Unidade do Quartel Geral (UCG)
- Batalhão de Transmissões da UME
- Cinco Batalhões de Intervenção em Emergências (BIEM)
- Regimento de Apoio e Intervenção em Emergências (RAIEM)
- Dois destacamentos de Intervenção em Emergências Naturais, em Grande Canária (Base de Gando) e Tenerife (Aquartelamento Os Rodeos), dependentes do BIEM II

A cada um dos cinco Batalhões de Intervenção em Emergências (BIEM) está composto por Comando e Plana Maior, Companhia de Plana Maior e Serviços, duas Companhias de Intervenção em Emergências Naturais (CEM) e uma de Engenheiros (CING).
O Regimento de Apoio e Intervenção em Emergências (RAIEM) está composto pela Companhia de Plana Maior e Serviços, Grupo de Apoio a Emergências e Grupo de Intervenção em Emergências Tecnológicas e Meio ambientais (GIETMA).
O Batalhão de Transmissões (BTUME) está formado por Comando e Plana Maior, Companhia de Plana Maior e Serviços, Companhia de Transmissões de Posto de Comando Fixo e Companhia de Transmissões de Postos de Comando Implantáveis.
Da Unidade Militar de Emergências dependem operativamente o 43 Grupo de Forças Aéreas e o Batalhão de Helicópteros de Emergência II, que pertencem organicamente ao Exército do Ar e de Terra, respectivamente. Até o ano 2011 formaram o Agrupamento de Meios Aéreos (AGRUMEDA), sem ter chegado nunca a pertencer de maneira orgânica à Unidade Militar de Emergências.

## Bases

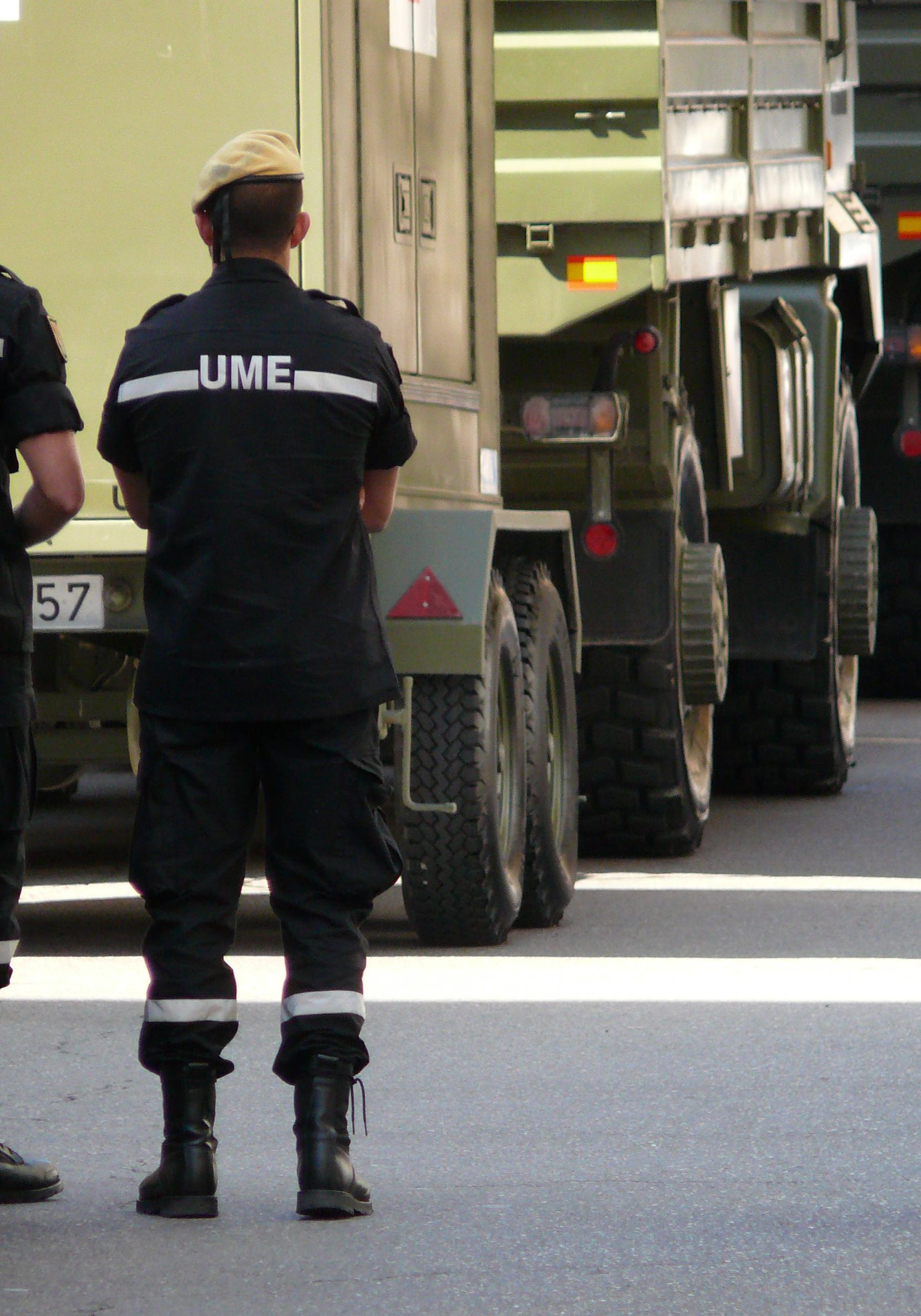
Membro da Unidade Militar de Emergências.

A Unidade Militar de Emergências está instalada em sete bases por toda o território espanhol, de forma que possa responder a qualquer emergência num tempo breve e com toda sua efetividade.
Base Aérea de Torrejón de Ardoz (Madri)
- Comando e Quartel Geral
- Unidade do Quartel Geral (UCG)
- Batalhão de Transmissões da UME (BTUME)
- Regimento de Apoio e Intervenção em Emergências (RAIEM)
- Agrupamento de Meios Aéreos
- Batalhão de intervenção em emergências (BIEM I)

Base Aérea de Morón (Sevilla)
- Batalhão de intervenção em emergências (BIEM II)
- Destacamento de intervenção em emergências naturais (UIEN) Os Rodeos, San Cristóbal da Lagoa (Tenerife)
- Destacamento de intervenção em emergências naturais (UIEN) Gando, Telde (Grande Canaria).

Base de Bétera (Valencia)
- Batalhão de intervenção em emergências (BIEM III)
- Batalhão de Helicópteros de Emergência II (BHELEME II) Sob Comando Operativo de UME

Base Aérea de Zaragoza (Zaragoza)
- Batalhão de intervenção em emergências (BIEM IV)

Base de San Andrés do Rabanedo (León)
- Batalhão de intervenção em emergências (BIEM V)

## Meios terrestres

### Veículos

#### Camiões
- Camião ligeiro TT 4 Tm IVECO 7226
- Camião pesado TT 10 Tm IVECO M-250
- Vempar IVECO TT
- Mercedes Benz ACTROS 3344. Gôndola gontrailer G-694

#### Veículos de comunicações
- Estação Mérida
- Estação León
- Estação Simancas
- Estação Vigo
- Estação Torrejón
- Estação Segovia
- Estação Bilbao
- Estação PC Deplegable JEGUME

#### Máquinas de Engenheiros
- Cargadora JCB
- Excavadora caterpillar JCB
- Tractor de correntes Caterpillar
- Retroexcavadora JCB
- Camião basculante IVECO 380
- Minimáquina Mustang

## Empregos e divisas
Correspondem ao Exército de Terra mas na UME integram-se membros dos três exércitos, podendo usar-se indistintamente as divisas da cada um.

### Suboficiales e tropa
Atiras de peito "bolachas" dos três exércitos (terra, armada/infantería de marinha, ar).